# Auriscalpium
Auriscalpium es una genus de hongos del orden Russulales, tiene 8 especies.

## Especie
- Auriscalpium andinum
- Auriscalpium barbatum
- Auriscalpium dissectum
- Auriscalpium gilbertsonii
- Auriscalpium luteolum
- Auriscalpium umbella
- Auriscalpium villipes
- Auriscalpium vulgare